# إيرني بوند (سياسي)
إيرني بوند (بالإنجليزية: Ernie Bond)‏ هو سياسي أسترالي، ولد في 29 يونيو 1897 في أستراليا، وتوفي بنفس المكان في 25 يوليو 1984. انتخب عضو الجمعية التشريعية فيكتوريا عن دائرة Electoral district of Port Fairy and Glenelg ‏ (9 أبريل 1927 – 29 أبريل 1943) وانتخب عضو الجمعية التشريعية فيكتوريا عن دائرة Electoral district of Glenelg (Victoria) ‏ (14 أغسطس 1924 – 5 مارس 1927).